# Gäddtjärnen (Jokkmokks socken, Lappland)
Gäddtjärnen är en sjö i Jokkmokks kommun i Lappland och ingår i Luleälvens huvudavrinningsområde.